# Alif Tree
Alif Tree, né Alexandre Altain, est un artiste français de trip hop né en 1969, fondateur du label Memory Music. Il fut ingénieur son de la chaîne de télévision Game One.

## Biographie
Alif Tree est né à Paris d'une mère française et d'un père roumain. Il est le fondateur du label Memory Music qui permet d'accéder à un studio de production audio spécialisé dans la musique à l'image, la composition et le sounddesign (télévision, 3D, radio, cinéma, etc). Connu pour avoir été l'ingénieur son de la chaîne Game One ainsi que pour son travail chez GGS, Barclay, Sony, Canal+ ou encore MCM, il prêta son titre Anapoda pour le clip du jeu vidéo Ico puis, à l'occasion de la Fête de la musique 2001, créa un titre pour le clip de promotion de la chaîne. 
Il déménage à Marseille au début de l'année 2000, juste après ses premières sorties solo chez M/10 (The Observatory, R-mixes 01). C’est dans le sud que naîtra le label Memory Music, qui produit entre autres bandes originales, habillages TV et publicités, ainsi que des compositions destinées au spectacle vivant. Durant 5 années il anime son émission hebdomadaire Le meilleur des mondes, sur l’antenne de Radio Grenouille, revisitant à chaque édition l’ensemble des éléments sonores d’un long métrage “pour voir un film avec ses oreilles”.
Après 2 albums orientés vers l'electro et le trip hop, Alif Tree se consacre à un nouveau projet alliant musique et cuisine. Ainsi sortit French Cuisine, un album mêlant le jazz avec des connotations trip hop, et le collectif DJ&COOk émergea. 
En 2009, l'artiste revient avec un album plus pop et oubliant légèrement les racines trip hop et jazz. Il sort le 7 février 2011 un nouvel opus: "Social Mask" son cinquième album, entièrement produit à Marseille, au cœur du Homegrown Studio.

## Discographie
- 1999 : The Observatory (Memory Music)

1. Funky Cloud
2. Artificial
3. Thursty
4. Slowly Healin'
5. Blind
6. Tired
7. Bleed In Vain
8. Urbus Voluptua
9. Hold Me Down
10. My Love (All Saint)
11. Time2000
12. Je parle

- 2000 : R-Mixes 01 (Memory Music)
- 2001 : Spaced (Universal Records)

1. Solitude's Song
2. Electro Salam
3. Both Sides
4. Getaway
5. Anapoda
6. Chante El Pilon
7. Genes
8. Ohm Ocean
9. Hold me Down
10. To Hear Them

- 2006 : French Cuisine (Compost Records)

1. Deadly species
2. Belle
3. Enough
4. Forgotten Places
5. My Soul
6. Rain River
7. I Feel Blue
8. L'amor nunca muere
9. Les 4 vents
10. Mélismes extatiques

- 2006 : Forgotten Places (EP) (Compost Records)
- 2009 : Clockwork (Compost Records)

1. AuRevoir
2. Way Down South (feat Tony Joe White)
3. Never Be The Same
4. Reality
5. Mai
6. Que tu
7. Not Gonna Waste My Time
8. Without Her(th)
9. Timestreteched
10. Dead Flowerz

- 2009 : Clockwork Rmxs1 (EP) (Compost Records)

- 2011 : Social Mask (EP) (Memory Music)

1. Social Mask
2. Je ne sais pas
3. Social Mask (Dub remix)
4. Social Mask (Instrumental)
5. Social Mask (Edit)

Après Spaced (Universal Jazz 2001), en collaboration avec Helen Merrill, Rona Hartner, Faudel, Santiago et Ana Carril de la Mano Negra ou encore Manu, la chanteuse de Dolly l’exploration se poursuit. 
Vient French Cuisine chez Compost en 2006, et les titres « Belle » avec Anna Carina, « Forgotten Places », featuring Shirley Horn ou « I feel blue » composé par Michel Legrand et Claude Nougaro et avec le support des créateurs originaux. 
Encouragé par des radios mais aussi des compilations telles Nova Tunes ou Hotel Costes, on lui doit aussi des remixes, de François de Roubaix, Jack de Marseille à Noir Désir, Salif Keita, Amadou et Mariam, Jazzanova, Marsmobil, Koop, NIN, etc. en passant par Peter Kruder ou Christian Prommer. Ainsi que la production de nombreux groupes tel l’électro jazz Lakasha, ou encore Missing, formation emo core dans un style proche de Korn. 
Récemment, il signe la réalisation du premier volume de Marsatac Collective enregistré au Mali début 2009 et qui sortira chez Actes Sud à l’occasion de Marseille 2013 Capitale Européenne de la Culture. Là encore, de nombreuses rencontres et collaborations, de Toumani Diabate à « Techno » Issa Bagayogo, suivi d’un album enregistré et produit chez Tony Joe White à Nashville, un autre chez Peter Gabriel aux studios Real World, ...

## Remixes
- François De Roubaix - Dernier Domicile Connu (Alif Tree Remix)
- Marsmobile - Supersonic Mind (Alif Tree Remix)
- Koop - Come To Me (Alif Tree's "Shaking The Angels" Remix)
- Alif Tree - Forgotten Places (Alif Tree's "LA" Mix)

## Samples
Dans l'album French Cuisine :
- Deadly Species contient un élément de Plain Gold Ring par Nina Simone.
- Belle contient un élément de Chanson D'Angela par Anna Karina.
- Forgotten Places contient un sample de L.A. Breakdown par Shirley Horn.
- I Feel Blue contient un élément de Le Cinema par Claude Nougaro.

## Collaborations
Manu, du groupe Dolly chante sur le titre Je parle, dernière chanson de l'album The Observatory.